# Sergej Hessen
Sergej Hessen (Syktyvkar, 1887 – Łódź, 1950) è stato un pedagogista russo.

## Biografia
Nasce a Ust'-Sysolsk (oggi Syktyvkar), in Siberia, nel 1887 da una famiglia di giuristi. Studia alla scuola di Rickert e apprende la filosofia dei valori lo spiritualismo e l'idealismo che saranno le basi del suo pensiero.
Si forma inoltre attraverso la lettura di scrittori come Tolstoj, Dostoevskij e Marx. Vive al centro degli avvenimenti politici più significativi del secolo. Aderisce alla Rivoluzione d'ottobre, combattendo nel gruppo Plechanov, con l'intento di dare al mondo operaio uno futuro democratico. Il suo ideale è un socialismo giuridico.
Nel 1923 si allontana dalla linea politica di Lenin e decide di emigrare. Insegna la filosofia dell'educazione e la filosofia del diritto in Finlandia, Germania e Cecoslovacchia.
Si trova in Germania nel momento dell'avvento del Nazismo. Momento storico che lo induce a riprendere la sua battaglia a favore della difesa dell'autonomia della pedagogia e dei valori culturali. Difende la scuola autenticamente democratica che sta a fondamento della cultura occidentale prima che essa venisse ridimensionata dalle ideologie totalitarie.
Durante la seconda guerra mondiale e negli anni successivi Hessen non si distoglie dal suo impegno. Nel 1949 scrive democrazia moderna per l'UNESCO, e nello stesso anno dimostra un impegno pedagogico e civile scrivendo: pedagogia e mondo economico in cui studia i problemi pedagogici di una società moderna ed industriale. Muore poco dopo nel 1950.

## Pensiero pedagogico
La sua concezione pedagogica ha come punto focale la "teoria della cultura" con valori che si pongono come ideali a priori della storia e dell'esistenza che fondano la storia e la spiegano. Tale teoria studia il modo in cui un individuo viene inserito nell'insieme dei valori e stili di vita che costituiscono la cultura di un gruppo sociale o di una comunità.
Hessen identifica tali valori con i nostri attuali ideali culturali e quindi la storia si pone come storia dei valori culturali.
Hessen dai suoi studi focalizza nell'uomo tre diversi momenti di vita a cui l'educazione deve rivolgersi e che si identificano a loro volta in tre stadi successivi, attraverso i quali l'educazione opera anche per quel che riguarda lo sviluppo morale:
- Biologico, periodo dell'anomia in cui il soggetto dipende totalmente dalle forze delle cose esterne. È il periodo dell'infanzia e del gioco in cui il bambino è portato a seguire i suoi istinti e il suo naturale egocentrismo, è il momento del gioco, ma orientato verso la forma del lavoro. Esso deve restare gioco ma deve lasciar trasparire una somiglianza al lavoro senza entrare nel merito vero e proprio. Il gioco deve essere finalizzato, il bambino è libero di giocare ma deve portare a termine i suoi giochi.
- Sociale, periodo dell'eteronomia, quando il bambino entra nella scuola è già capace di comprendere il significato di una norma esterna e di adattare la propria condotta a tali regole. In questa fase, il bambino si ritrova a contatto con altri coetanei e, interagendo con gli altri, scopre che il proprio operato non è indirizzato ad un fine individuale, ma comune e collettivo. Nello stadio dell'eteronomia, viene avviato verso un'attività didattica in cui l'educatore assegna dei compiti che sviluppino la creatività del bambino e favoriscano la sua futura completa autonomia. Nella scuola di Hessen non c'è spontaneità, tutto è regolato dall'esperienza didattica del docente. Hessen si mostra molto scettico nei confronti dell'autogestione scolastica e delle sue modalità educative, volte a liberare il giovane dai condizionamenti della cultura adulta.
- Spirituale, periodo dell'autonomia, ultima fase dello sviluppo morale dell'individuo, che coincide con l'uscita dalla scuola e con l'inserimento nelle strutture parascolastiche e nelle attività di tempo libero.

### La scuola del lavoro
La scuola del lavoro si inserisce come metodo educativo fondamentale della fase dell'eteronomia, è uno dei concetti fondamentali del pensiero pedagogico di Hessen. L'essenza della scuola del lavoro è l'organicità o la totalità completa.
Rappresenta sia un momento sociale sia un momento dell'individualità, gli sforzi di uno non viaggiano paralleli agli sforzi degli altri ma si completano l'un con l'altro, così che ogni alunno si rende insostituibile e diventa membro individuale in un gruppo che lo comprende. Il lavoro assume un valore sociale, non è solo fatica ma è il risultato dello spirito creativo di ogni individuo del gruppo, in questo modo garantisce la crescita della personalità del lavoratore.

### La scuola unica
L'idea della scuola unica nasce in Hessen con l'affermazione dell'ideologia democratica, in cui lo stato non si mantiene indifferente ma interviene positivamente all'interno dei rapporti sociali in modo tale da eliminare gli ostacoli sociali ed economici.
L'atto giuridico che caratterizza la politica scolastica democratica è costituita dall'introduzione dell'obbligo scolastico.
Lo Stato prende provvedimenti per liberare i cittadini dalla povertà e dalle malattie, allo stesso modo deve obbligare tutti i cittadini a frequentare la scuola per liberare la società dall'ignoranza.
Una scuola è democratica nel momento in cui tutta la popolazione percorre tutti i gradi scolastici fino alla cultura generale, senza distinzione di posizione sociale tra gli individui.
Nella prospettiva del pensiero di Hessen la scuola moderna assume una struttura unitaria ma articolata al suo interno in tre stadi di formazione intellettuale, che si associano ai tre stadi dello sviluppo morale.
- episodico-collegato, educazione della scuola di primo grado dai 3 ai 6 anni. Consiste nel raccordare i bisogni degli alunni con le loro esperienze legate all'ambiente. In questa fase il docente promuove le abilità espressive e la conoscenza della realtà da parte del bambino. Favorisce le attività del disegno, del lavoro manuale e della parola scritta come mezzi per risolvere i problemi. L'introduzione della grammatica, come aiuto per risolvere problemi, viene rimandata ad un momento successivo. Ogni cosa che lo scolaro fa deve riguardare non ciò che verrà dopo ma la sua vita presente.
- sistematico, educazione tipica della scuola di secondo grado (dai 7 ai 14 anni), in cui inizia la divisione delle materie. Il docente favorisce la differenziazione psicologica dell'individuo, liberandolo dai condizionamenti socio-ambientali.
- scientifico, scuola di terzo grado. Dai 14 ai 18 anni. In questa fase si favorisce la differenziazione professionale, concentrando le materie in unica direzione al fine di consentire un'autoformazione intellettuale attraverso la concentrazione. La scuola di terzo grado assicura a tutti l'accesso ai valori culturali e al cambiamento della professione.

## Opere principali
- Fondamenti filosofici della pedagogia (1923)
- Ideologia ed autonomia dell'educazione della pedagogia (1938)
- Struttura e contenuto della scuola moderna (1939)
- Pedagogia e mondo economico (1949)